# Margalida Crespí
Margalida Crespí Jaume (* 15. August 1990 in Palma) ist eine ehemalige spanische Synchronschwimmerin.

## Erfolge
Margalida Crespí gewann bei den Weltmeisterschaften 2009 in Rom ihre ersten internationalen Medaillen. In der Kombination sicherte sie sich sogleich den Titelgewinn und gewann außerdem jeweils Silber im technischen und im freien Programm des Mannschaftswettbewerbs. Ein Jahr darauf sicherte sie sich bei den Europameisterschaften in Budapest mit der Mannschaft und in der Kombination jeweils die Silbermedaille. Zwei Medaillengewinne folgten im Rahmen der Weltmeisterschaften 2011 in Shanghai. In den technischen und freien Programmen mit der Mannschaft belegte sie jeweils den dritten Platz. Bei den Europameisterschaften 2012 in Eindhoven wurde Crespí mit der Mannschaft und in der Kombination Europameisterin. Im selben Jahr erfolgte in London Crespís Olympiadebüt, bei dem sie in der Mannschaftskonkurrenz startete. Dort erzielte sie zusammen mit Clara Basiana, Andrea Fuentes, Ona Carbonell, Thaïs Henríquez, Alba María Cabello, Paula Klamburg, Irene Montrucchio und Laia Pons sowohl in der technischen Übung als auch in der Kür jeweils das drittbeste Resultat, womit die Spanierinnen auch die Gesamtwertung mit 193,120 Punkten als Dritte abschlossen und hinter den Olympiasiegerinnen aus Russland sowie der chinesischen Equipe die Bronzemedaillen gewannen. Die Weltmeisterschaften 2013 in Barcelona schloss Crespí in der Kombination und im technischen und im freien Programm des Mannschaftswettbewerbs jeweils auf dem zweiten Platz ab. Darüber hinaus wurde sie im Duett mit Ona Carbonell sowohl im technischen als auch im freien Programm Dritte. Bei den Europameisterschaften 2014 in Berlin, Crespís letzter internationaler Wettkampf, belegte sie mit der Mannschaft Rang drei und in der Kombination Rang zwei.